# Thuộc tính phân phối

Hình dung của luật phân phối cho các số dương

Trong toán học, thuộc tính phân phối của các phép toán nhị phân tổng quát hóa luật phân phối từ đại số Bool và đại số sơ cấp. Trong logic mệnh đề, phân phối đề cập đến hai quy tắc thay thế hợp lệ. Các quy tắc cho phép một để tái cấu trúc liên từ và disjunctions trong chứng minh logic.
Ví dụ trong số học:
{\displaystyle 2\times (1+3)=2\times 1+2\times 3}, nhưng {\displaystyle 2:(1+3)\neq 2:1+2:3}.
Ở phía bên trái của phương trình thứ nhất, 2 nhân tổng của 1 và 3; ở phía bên tay phải, nó nhân 1 và 3 riêng lẻ, với các sản phẩm được cộng vào sau đó. Bởi vì những cách tính này cho cùng một kết quả cuối cùng (8), phép nhân với 2 được cho là phân phối trên phép cộng giữa 1 và 3. Kể từ khi người ta có thể đã đặt bất kỳ số thực thay cho 2, 1, 3 trên đây, và vẫn thu được một phương trình đúng, phép nhân số thực phân phối đối với phép cộng số thực.

## Định nghĩa
Cho một tập S và hai toán tử nhị phân ∗ và + trên S, phép toán ∗:
là có tính phân phối trái với phép + nếu, với bất kỳ phần tử x, y và z của S,
{\displaystyle x*(y+z)=(x*y)+(x*z),}
là phân phối phải với phép + nếu, với bất kỳ phần tử x, y và z của S,
{\displaystyle (y+z)*x=(y*x)+(z*x),} và
là phân phối với phép + nếu nó là phân phối cả trái và phải.
Lưu ý rằng khi * có tính giao hoán, ba điều kiện trên là tương đương logic.

## Ý nghĩa
Các toán tử được sử dụng cho các ví dụ trong phần này là các toán tử phép cộng ({\displaystyle +}) và phép nhân ({\displaystyle \cdot }) thông thường.
Nếu hoạt động ký hiệu {\displaystyle \cdot } là không giao hoán, có sự phân biệt giữa phân phối trái và phân phối phải:
{\displaystyle a\cdot \left(b\pm c\right)=a\cdot b\pm a\cdot c}   (phân phối trái)
{\displaystyle (a\pm b)\cdot c=a\cdot c\pm b\cdot c}   (phân phối phải)
Trong cả hai trường hợp, thuộc tính phân phối có thể được mô tả bằng các từ như: Để nhân một tổng số (hoặc hiệu số) với một số nhân, mỗi thành phần của tổng số (hoặc số bị trừ và số trừ) được nhân với số nhân này và các tích thu được sẽ được cộng vào (hoặc trừ đi).
Mặt khác, phép chia chỉ có tính phân phối phải, không có tính phân phối trái:
{\displaystyle {\frac {a_{1}\pm a_{2}\pm ...\pm a_{n}}{b}}={\frac {a_{1}}{b}}\pm {\frac {a_{2}}{b}}\pm ...\pm {\frac {a_{n}}{b}}(b\neq 0)}
tuy nhiên {\displaystyle {\frac {b}{a_{1}\pm a_{2}\pm ...\pm a_{n}}}\neq {\frac {b}{a_{1}}}\pm {\frac {b}{a_{2}}}\pm ...\pm {\frac {b}{a_{n}}}}. Ví dụ {\displaystyle {\frac {12}{2+4}}={\frac {12}{6}}=2}, nhưng {\displaystyle {\frac {12}{2}}+{\frac {12}{4}}=6+3=9}.